# 吉洋
吉洋，是臺灣高雄市美濃區的一個傳統地域名稱，位於該區南端。相較於今日行政區，其範圍大致包吉洋里、吉和里、吉東里、獅山里南部凸出部分。

## 歷史
台灣日治初期，吉洋地區為一街庄，稱為「吉洋庄」，隸屬於港西上里。昔日該庄北與金瓜藔庄、中壇庄為鄰，東北與龍肚庄為鄰，東南邊隔荖濃溪與東振新庄為界，南邊隔當時的荖濃溪分流（標示荖濃溪，今已消失）與土庫庄為界，西邊為手巾藔庄。
1901年（日治明治三十四年）11月，全台設置二十廳，該庄隸屬於阿猴廳。1904年（明治三十七年）4月，該庄改隸屬於蕃薯藔廳。1909年（明治四十二年）10月，合併二十廳為十二廳，該庄改編入「旗尾區」，並改隸屬於阿緱廳。1920年（大正九年）10月，廢十二廳改設五州二廳，該庄改制為「吉洋」大字，隸屬於高雄州旗山郡美濃街。
戰後美濃街改制為美濃鎮，隸屬於高雄縣，大字亦改制為里。1950年10月，高、屏分治，美濃鎮仍隸屬於高雄縣。2010年12月25日，因高雄縣市合併，美濃鎮改制高雄市美濃區。

## 聚落
本地區發展較早的聚落有吉洋、下狗藔（下九寮）、頂狗藔（吉東）、下溪埔藔、頂溪埔藔等，在日治期初期的官方地圖上已有記載。此外，本地區尚有內寮、外六寮、內六寮等聚落。

## 交通
省道台3線俗稱「內山公路」，是臺北至屏東的幹道，經過本地區西南端外不遠處。由該道路北行可前往旗山區、內門區、臺南市南化區、玉井區等地；南行可前往屏東縣里港鄉、九如鄉、屏東市，並止於省道台1線路口。
區道高94線是農場至外六寮的道路。
區道高95線是中壇至吉洋的道路。
區道高96線是福興至頂溪埔寮的道路。
區道高99線是美濃至外六寮的道路。
區道高100線是手巾寮至龜山堤防的道路。
區道高102線是九穴至河邊寮的道路。
區道高103線是龍肚至三張廍的道路。
區道高105線是龍背至上溪埔寮的道路。

## 學校
- 吉東國小
- 吉洋國小（位於邊界地帶，校園大部分位於金瓜寮地區境內）

## 產業
- 退輔會高雄農場
- 台糖吉洋農場（東半部）